# Plastic Omnium
Plastic Omnium è un'azienda francese, attiva in sistemi di carrozzerie intelligenti, sistemi di energia pulita e assemblaggio di moduli automobilistici per più di 80 marchi globali.
È quotata alla Euronext della Borsa di Parigi e inserita nell'indice azionario CAC Mid 60.

## Storia

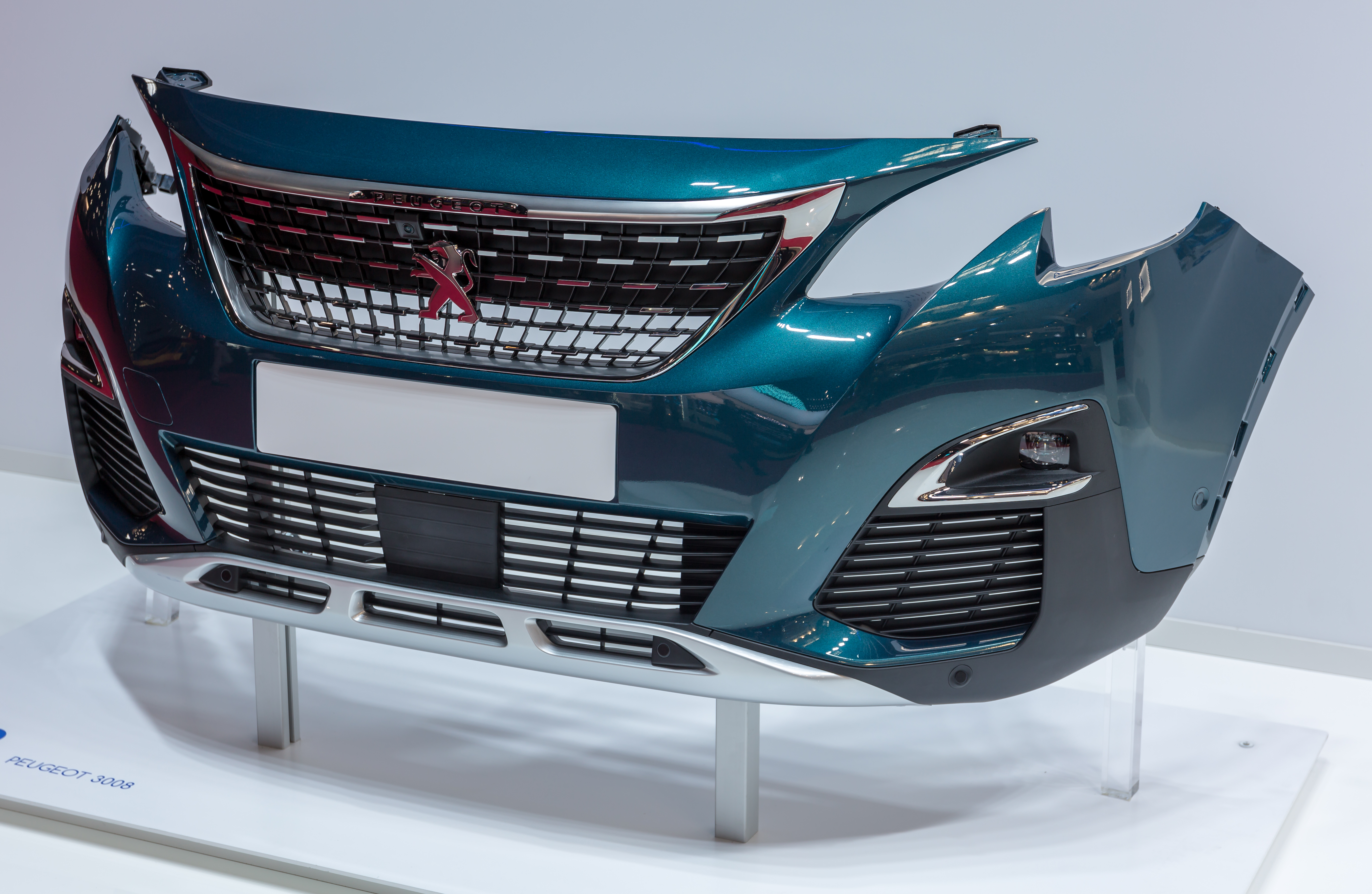
Paraurti prodotto in materiale plastico dalla Omnium

Fondata il 15 aprile 1946 a Parigi da Pierre Burelle, che apre il primo laboratorio in una cantina in rue du Louvre 33.  L'attività dell'azienda si sviluppa rapidamente grazie a un'intuizione molto forte, quella del ruolo crescente della plastica nelle industrie meccaniche.  L'automobile diventa così già nel 1947 il primo punto vendita per la giovane impresa.
Dopo l'apertura di una prima fabbrica a Langres nel 1963, l'azienda diventa internazionale: la prima fabbrica fuori dalla Francia nasce nel 1968 a Valencia, in Spagna.  Meno di dieci anni dopo, nel 1977, il gruppo si stabilisce negli Stati Uniti, nel Massachusetts.  Nel 1989 la società apre il primo stabilimento in Asia, a Singapore.  Nel 1997 approda in Messico e nel 2001 in Brasile.  Nel 2007 Plastic Omnium stabilisce una sede in Cina.
Nel corso della sua storia, Plastic Omnium ha effettuato diverse acquisizioni: oltre a quella di UMDP nel 1965, rileva le società Landry e Techni-Plaste Industrie nel 1986 (consentono al gruppo di estendere l'attività ai serbatoi di carburante), Reydel Industries nel 1995 (attività venduta quattro anni dopo a Visteon).  Nel 2010 Plastic Omnium acquisisce la quota del gruppo Solvay in Inergy, la joint venture formata con quest'ultima nel 2000.
Nel dicembre 2015 annuncia "la più grande acquisizione nella sua storia": il settore dei paraurti del gruppo Faurecia, che permette all'azienda di passare dal 40º al 29º posto tra i fornitori automobilistici nel mondo. Questa acquisizione, operativa dal luglio 2016 dopo l'approvazione della Commissione europea,, consente al gruppo di rafforzare in modo significativo la propria presenza in Germania e con le case automobilistiche tedesche.
Nel 2018 il gruppo opera con più di cento fabbriche e 24 centri di ricerca.